# 黑砷
黑砷或無定形砷（化學式Asn）通過昇華灰砷，然後在加熱的表面上冷凝而合成。這種結構被認為是紅磷的相似體。黑砷在晶體相中的結構，雖然尚未以純淨形式合成，但與黑磷類似，並採用由As6環構建的斜方晶系結構。迄今為止，黑砷僅在存在包括汞、磷和氧在內的原子雜質的情況下合成，儘管在智利的科皮亞波地區發現了純淨形式的黑砷。對在智利洞穴中發現的礦物砷燈石進行機械剝離，揭示了具有高同相各向異性和潛在半導體材料特性的分子結構。